# Sokolčí
Sokolčí je zřícenina hradu asi 4,5 km východně od Kaplice v okrese Český Krumlov. Nachází se v přírodním parku Soběnovská vrchovina, v katastrálním území Děkanské Skaliny, na skalnatém ostrohu nad říčkou Černou v nadmořské výšce okolo 580 m. Kromě terénních reliktů se z hradu dochovaly části hradeb a dvou věží. Od roku 1963 je zřícenina chráněna jako kulturní památka. Hrad Sokolčí byl zařazen mezi zastavení na česko-rakouské stezce po hradech a zámcích, nazvané Zemská cesta.

## Historie
První písemná zmínka o hradu se nachází ve falzu listiny z 15. století, které nechal zhotovit Oldřich z Rožmberka. Podle ní v roce 1264 král Přemysl Otakar II. potvrdil vlastnictví hradu Vokovi z Rožmberka. V další padělané listině daroval král Jan Lucemburský hrady Sokolčí a Příběnice Vokovi z Rožmberka. Pravost této listiny potvrdil roku 1460 vyšebrodský opat.
Skutečné dějiny lze částečně odvodit z vlastnických poměrů okolních panství. Podle nich mohl Sokolčí založit Jindřich z Velešína po roce 1358, ve kterém prodal svůj podíl na Velešíně svému bratru Benešovi. Později hrad pravděpodobně získali neznámým způsobem Rožmberkové, kteří neměli důvod jej udržovat, a nechali ho zpustnout. Jako zbořený se připomíná v roce 1541.

## Stavební podoba
Sokolčí bylo ve své době menším, ale kvalitně provedeným šlechtickým hradem. Typově patří mezi tzv. blokové dispozice, která byla módní v klidných dobách za vlády Lucemburků a kladla důraz především na reprezentační a obytnou funkci. Oproti jiným hradům mělo Sokolčí slabší zdi a v některých budovách hrálo významnou konstrukční roli dřevo.
Hrad tvořilo rozsáhlé předhradí a protáhlé, přibližně trojúhelníkové jádro. Předhradí chránil val, šíjový příkop a další opevnění, ze kterého se dochoval jen nízký val na vnitřní straně příkopu. Podle terénních náznaků zde stála rozměrná budova s rizalitem. Brána se nacházela na jižním konci příkopu.
Další, ve skále vysekaný příkop, chrání hradní jádro. Vstupovalo se do něj branskou věží částečně předsunutou směrem do příkopu. V jihovýchodním nároží jádra přímo na branskou věž navazovala torzovitě dochovaná obdélná budova. Na druhé straně brány, v severovýchodním nároží, stojí zbytky obdélné obytné věže. Na ni se napojoval palác postavený podél části severní hradby. Z jeho detailů se dochovala dvě sklepní okénka. Zbytek plochy jádra je s výjimkou drobných fragmentů obvodových zdí bez výraznějších stop zástavby. Pravděpodobně celou šířku dispozice však zabrala větší budova postavená alespoň částečně ze dřeva.

## Turistika
Zbytky hradu jsou volně přístupné. Vede k nim odbočka z červeně značené turistické trasy z Kaplice do Benešova nad Černou. Údolím řeky také vede naučná stezka Údolím Černé od Vodní nádrže Hradiště k soběnovské vodní elektrárně.
Skála, na které zřícenina stojí, je horolezeckou lokalitou se 42 popsanými lezeckými trasami. Ve svazích výběžku Hradišťského vrchu na protějším břehu Černé je několik mrazových srubů s pseudokrasovými jeskyněmi. Největší z nich se nachází přímo naproti hradu, a menší jeskyně je i ve skalách pod hradem.

## Galerie

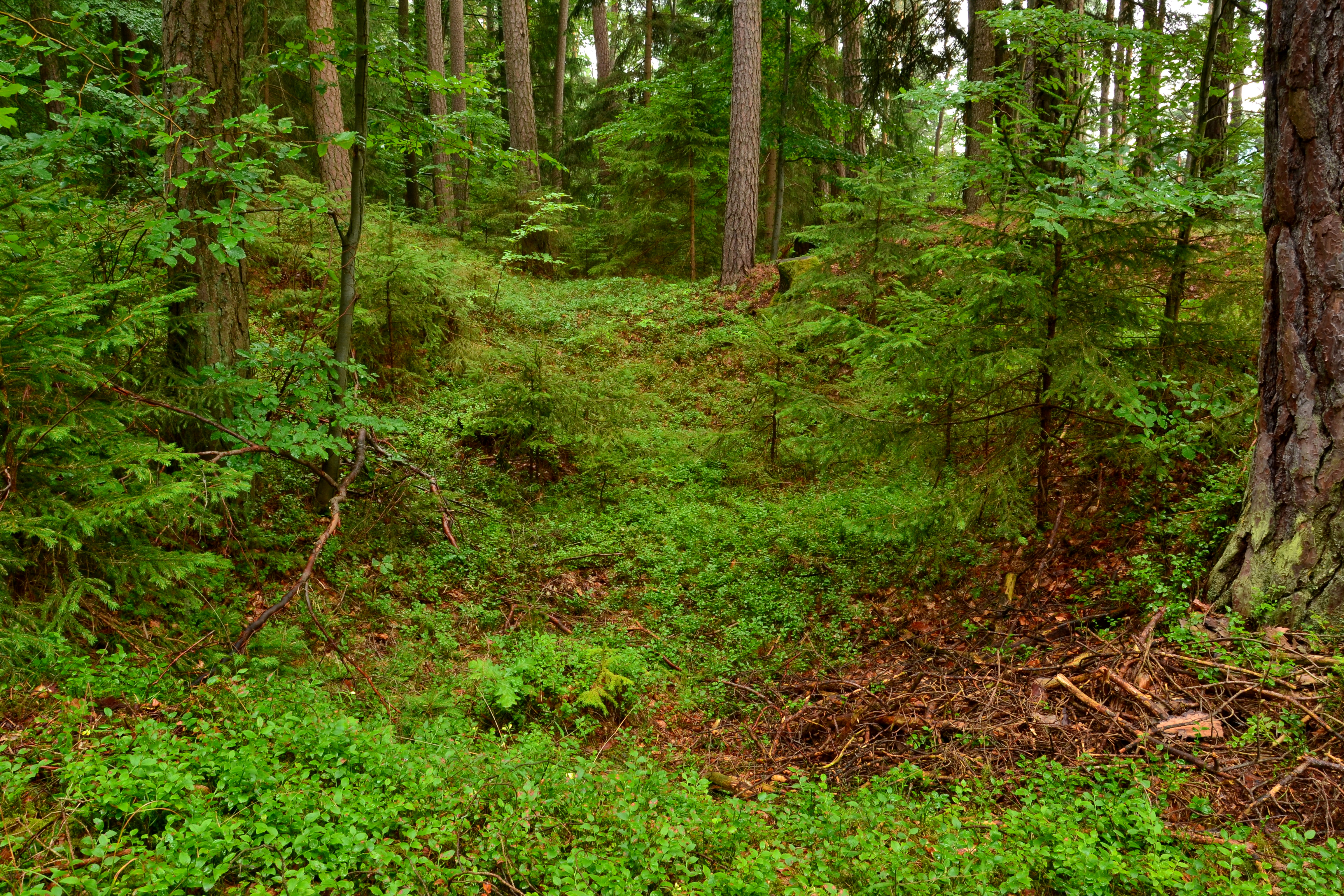
První příkop
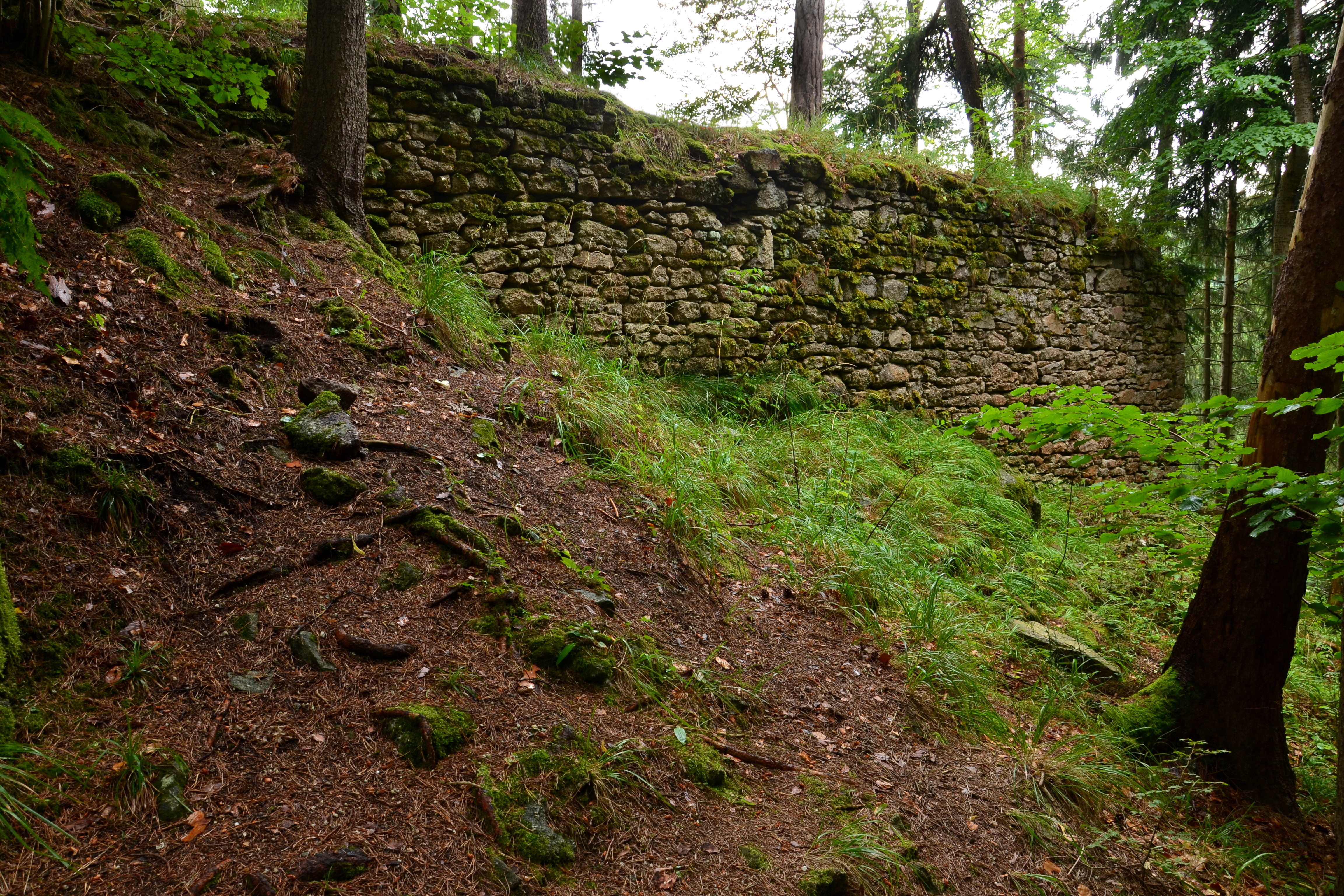
Čelní hradba hradního jádra
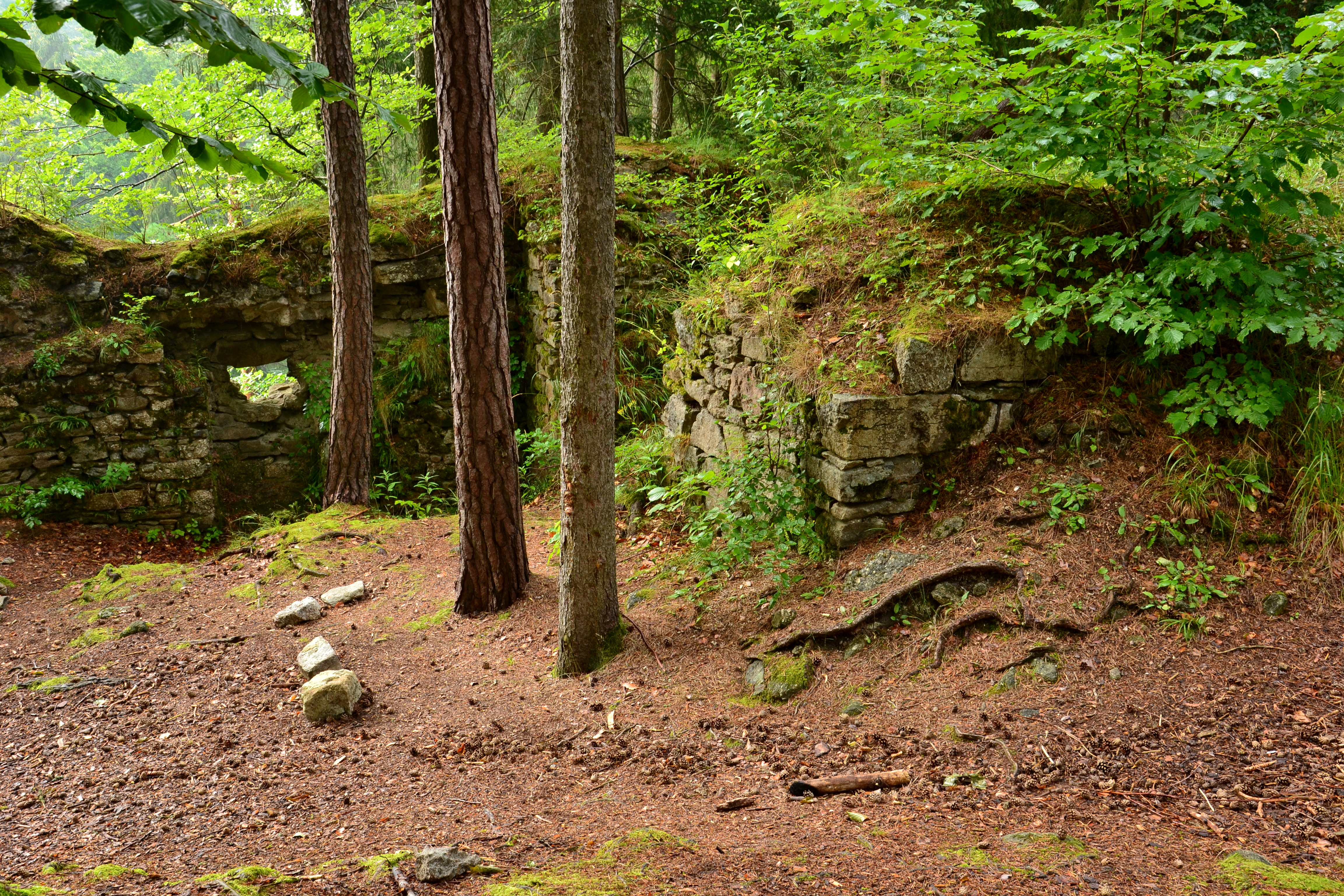
Nároží věže a jedno z okének paláce
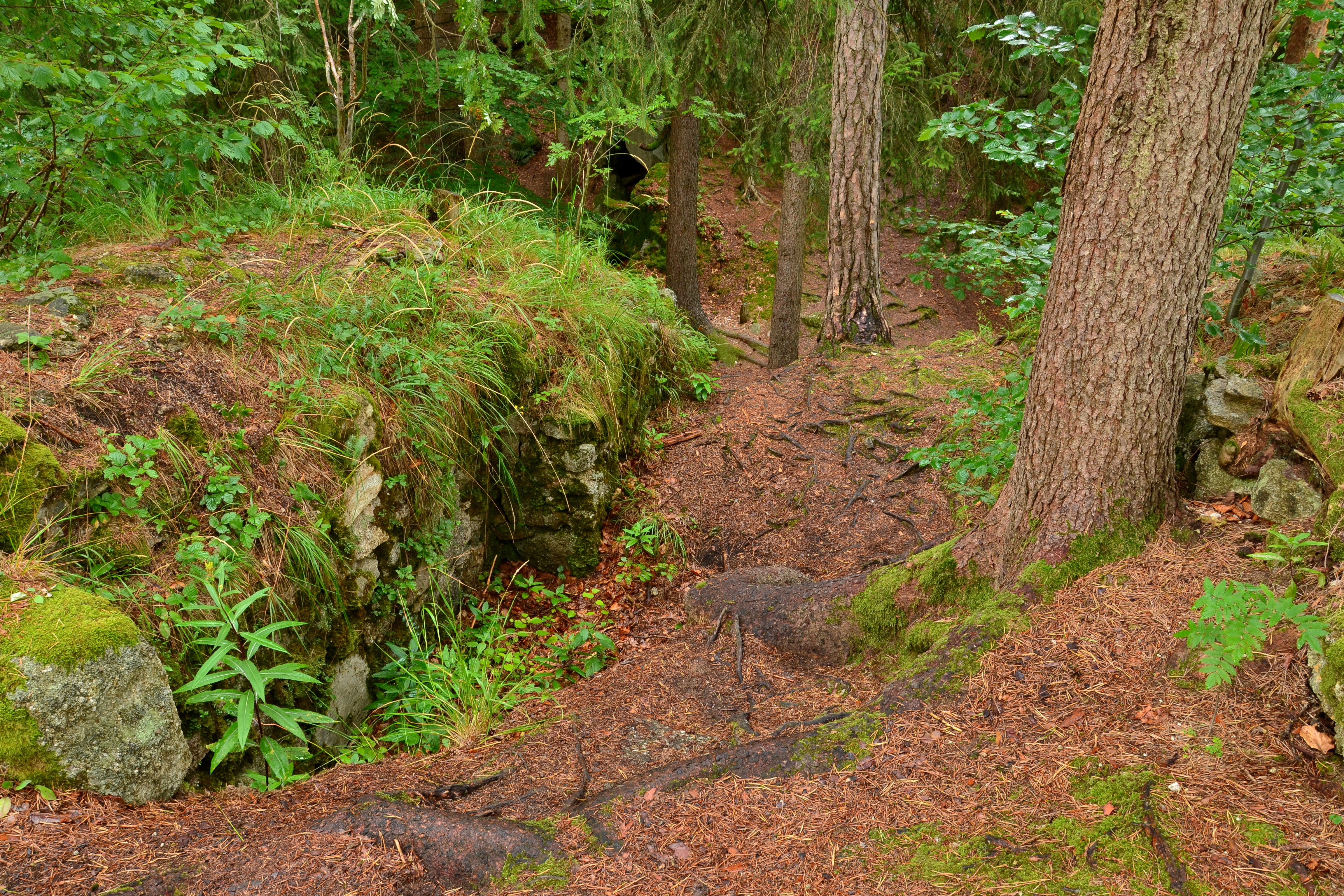
Průjezd brány
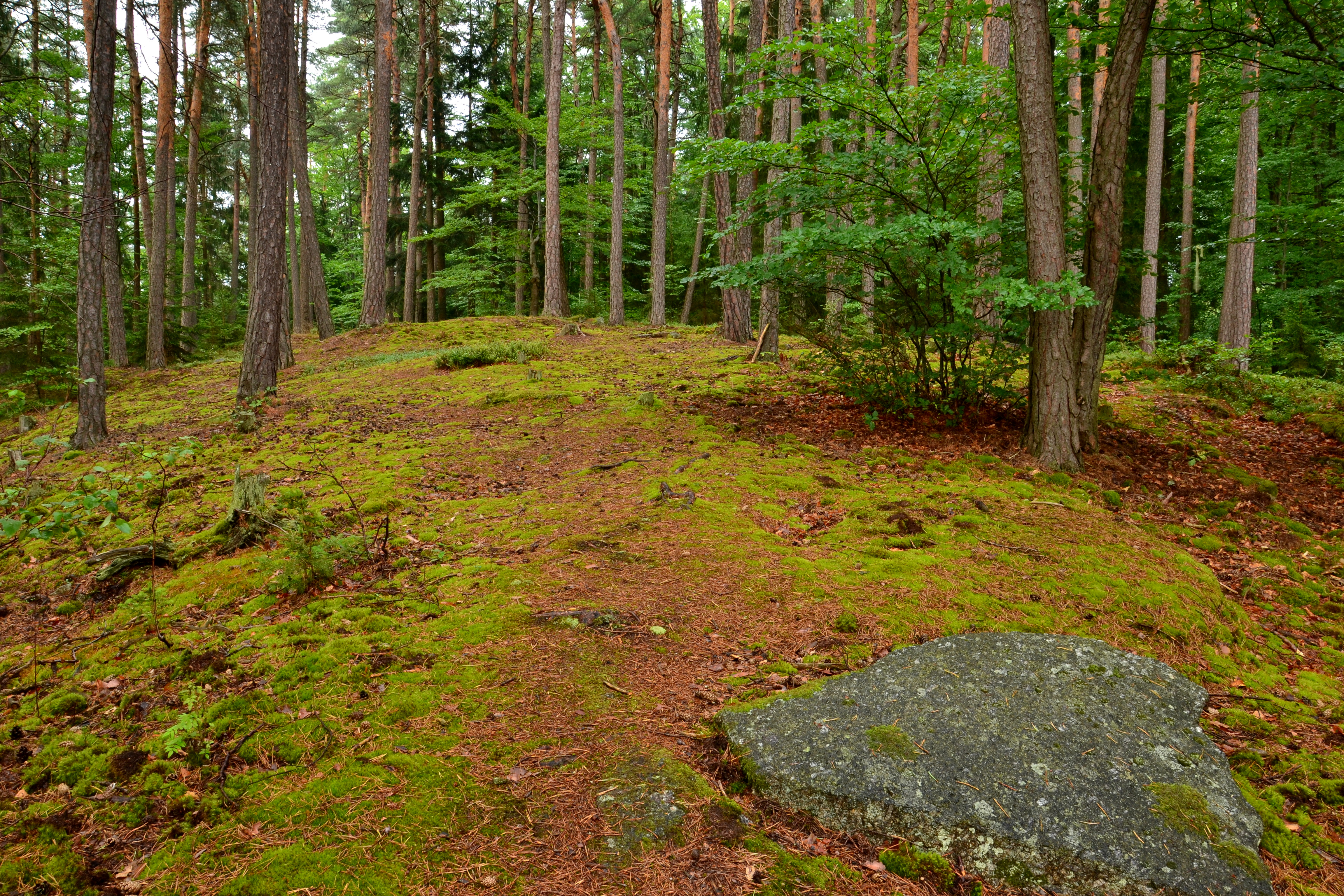
Prostor západní části jádra